# Электрический ракетный двигатель
Электри́ческий раке́тный дви́гатель (ЭРД) — ракетный двигатель, принцип работы которого основан на преобразовании электрической энергии в направленную кинетическую энергию частиц. Также встречаются названия, включающие слова реактивный и движитель.
Комплекс, состоящий из набора ЭРД, системы хранения и подачи рабочего тела (СХиП), системы автоматического управления (САУ), системы электропитания (СЭП), называется электроракетной двигательной установкой (ЭРДУ).

## Введение
Идея использовать для ускорения электрическую энергию в реактивных двигателях возникла практически в начале развития ракетной техники. Известно, что такую идею высказывал К. Э. Циолковский. В 1916—1917 годах Р. Годдард провёл первые эксперименты, а в 30-х годах XX столетия в СССР под руководством В. П. Глушко был создан один из первых действующих ЭРД.
С самого начала предполагалось, что разнесение источника энергии и ускоряемого вещества позволит обеспечить высокую скорость истечения рабочего тела (РТ), а также и меньшую массу космического аппарата (КА) за счёт снижения массы хранимого рабочего тела. Действительно, в сравнении с другими ракетными двигателями ЭРД позволяют значительно увеличить срок активного существования (САС) КА, существенно при этом снизив массу двигательной установки (ДУ), что, соответственно, позволяет увеличить полезную нагрузку, либо улучшить массо-габаритные характеристики самого КА.
Расчёты показывают, что использование ЭРД позволит сократить длительность полёта к дальним планетам (в некоторых случаях даже сделать такие полёты возможными) или, при той же длительности полёта, увеличить полезную нагрузку.
Начиная с середины 1960-х годов в СССР и в США начались натурные испытания ЭРД, а в начале 1970-х ЭРД стали использоваться как штатные ДУ.
В настоящее время ЭРД широко используются как в ДУ спутников Земли, так и в ДУ межпланетных КА.

## Классификация ЭРД
Классификация ЭРД не устоялась, однако в русскоязычной литературе обычно принято классифицировать ЭРД по преобладающему механизму ускорения частиц. Различают следующие типы двигателей:
- электротермические ракетные двигатели (ЭТД);
- электростатические двигатели (ИД, СПД);
- сильноточные (электромагнитные, магнитодинамические) двигатели;
- импульсные двигатели.

ЭТД, в свою очередь, делятся на электронагревные (ЭНД) и электродуговые (ЭДД) двигатели.
Электростатические делятся на ионные (в том числе коллоидные) двигатели (ИД, КД) — ускорители частиц в униполярном пучке, и ускорители частиц в квазинейтральной плазме. К последним относятся ускорители с замкнутым дрейфом электронов и протяжённой (УЗДП) или укороченной (УЗДУ) зоной ускорения. Первые принято называть стационарными плазменными двигателями (СПД), также встречается (всё реже) наименование — линейный холловский двигатель (ЛХД), в западной литературе именуется холловским двигателем. УЗДУ обычно называются двигателями с ускорением в анодном слое (ДАС).
К сильноточным (магнитоплазменным, магнитодинамическим) относят двигатели с собственным магнитным полем и двигатели со внешним магнитным полем (например, торцевой холловский двигатель — ТХД).
Импульсные двигатели используют кинетическую энергию газов, появляющихся при испарении твёрдого тела в электрическом разряде.
В качестве рабочего тела в ЭРД могут применяться любые жидкости и газы, а также их смеси. Тем не менее, для каждого типа двигателей существуют рабочие тела, применение которых позволяет достигнуть наилучших результатов. Для ЭТД традиционно используется аммиак, для электростатических — ксенон, для сильноточных — литий, для импульсных — фторопласт.
Недостатком ксенона является его стоимость, обусловленная небольшим годовым производством (менее 10 тонн в год во всём мире), что вынуждает исследователей искать другие РТ, похожие по характеристикам, но менее дорогие. В качестве основного кандидата на замену рассматривается аргон. Он также является инертным газом, но, в отличие от ксенона имеет бо́льшую энергию ионизации при меньшей атомной массе (энергия, затраченная на ионизацию на единицу ускоренной массы, является одним из источников потерь КПД).

## Краткие технические характеристики
ЭРД характеризуются малым массовым расходом РТ и высокой скоростью истечения ускоренного потока частиц. Нижняя граница скорости истечения примерно совпадает с верхней границей скорости истечения струи химического двигателя и составляет около 3000 м/с. Верхняя граница теоретически неограниченна (в пределах скорости света), однако для перспективных моделей двигателей рассматривается скорость, не превышающая 200 000 м/с. В настоящее время для двигателей различных типов оптимальной считается скорость истечения от 16 000 до 60 000 м/с.
В связи с тем, что процесс ускорения в ЭРД проходит при низком давлении в ускорительном канале (концентрация частиц не превышает 1020 частиц/м³), плотность тяги довольно мала, что ограничивает применение ЭРД: внешнее давление не должно превышать давление в ускорительном канале, а ускорение КА очень мало (десятые или даже сотые g). Исключением из этого правила могут быть ЭДД на малых КА.
Электрическая мощность ЭРД колеблется от сотен ватт до мегаватт. Применяемые в настоящее время на КА ЭРД имеют мощность от 800 до 2000 Вт.
ЭРД характеризуются КПД — от 30 до 80 %.

## История
В 1964 году в системе ориентации советских КА «Зонд-2» в течение 70 минут функционировали 6 эрозионных импульсных РД, работавших на фторопласте; получаемые плазменные сгустки имели температуру ~30 000 К и истекали со скоростью до 16 км/с (конденсаторная батарея имела ёмкость 100 мкФ, рабочее напряжение составляло ~1 кВ). В США подобные испытания проводились в 1968 году на КА «ЛЭС-6». В 1961 году пинчевый импульсный РД американской фирмы «Рипаблик авиэйшен» (англ. Republic Aviation) развил на стенде тягу 45 мН при скорости истечения 10—70 км/с.
1 октября 1966 года трёхступенчатой геофизической ракетой 1Я2ТА была запущена на высоту 400 км автоматическая ионосферная лаборатория «Янтарь-1» для исследования взаимодействия реактивной струи электрического ракетного двигателя (ЭРД), работавшего на аргоне, с ионосферной плазмой. Экспериментальный плазменно-ионный ЭРД был впервые включён на высоте 160 км, и в течение дальнейшего полёта было проведено 11 циклов его работы. Была достигнута скорость истечения реактивной струи около 40 км/с. Лаборатория «Янтарь» достигла заданной высоты полёта 400 км, полёт продолжался 10 минут, ЭРД работал устойчиво и развил проектную тягу в пять граммов силы. О достижении советской науки научная общественность узнала из сообщения ТАСС.
Во второй серии экспериментов использовали азот. Скорость истечения была доведена до 120 км/с. В 1966—1971 годах запущено четыре подобных аппарата (по другим данным, до 1970 года и шесть аппаратов).
Осенью 1970 года успешно выдержал испытания в реальном полёте прямоточный воздушный ЭРД. В октябре 1970 года на XXI конгрессе Международной астрономической федерации советские учёные — профессор Г. Гродзовский, кандидаты технических наук Ю. Данилов и Н. Кравцов, кандидаты физико-математических наук М. Маров и В. Никитин, доктор технических наук В. Уткин — доложили об испытаниях воздушной двигательной установки. Зарегистрированная скорость реактивной струи достигла 140 км/с.
В 1971 году в системе коррекции советского метеорологического спутника «Метеор» работали два стационарных плазменных двигателя разработки Института атомной энергии им. И. В. Курчатова и ОКБ «Факел», каждый из которых при мощности электропитания ~0,4 кВт развивал тягу 18—23 мН и скорость истечения свыше 8 км/с. РД имели размер 108×114×190 мм, массу 32,5 кг и запас РТ (сжатый ксенон) 2,4 кг. Во время одного из включений один из двигателей проработал непрерывно 140 ч. Эта электрореактивная двигательная установка изображена на рисунке.
Также электроракетные двигатели используются в миссии «Dawn» и в проекте «BepiColombo».

## Перспективы
Хотя электроракетные двигатели имеют малую тягу по сравнению с жидкотопливными ракетами, они способны работать длительное время и осуществлять медленные полёты на большие расстояния. Самые совершенные на сегодняшний день электрические ракетные двигатели имеют характеристическую скорость ΔV около 100 км/с и при использовании ядерных источников энергии пригодны для полётов к внешним планетам Солнечной системы за «разумное время» по выражению Эдгара Чуэйри, но слишком медленные для путешествий к далеким звездам, также по мнению Митио Каку ионные и плазменные двигатели слишком маломощные для полета человека к звездам.
Если же говорить о межзвёздном полёте, то электроракетный двигатель с ядерным энергоблоком рассматривался для проекта Дедал, но был отвергнут из-за малой тяги, большого веса ядерного энергоблока и, как следствие, малого ускорения, из-за которого потребовались бы столетия для достижения нужной скорости. Однако Джеффри Лэндис рассматривал использование ионного двигателя для межзвездных полетов при внешнем источнике энергопитания через лазер на солнечные батареи космического аппарата.
В настоящее время многими странами исследуются вопросы создания пилотируемых межпланетных кораблей с ЭРДУ. Существующие ЭРД не являются оптимальными для использования в качестве маршевых двигателей для таких кораблей, в связи с чем в ближайшем будущем следует ожидать возобновления интереса к разработке сильноточных ЭРД на жидкометаллическом РТ (висмут, литий, калий, цезий) с электрической мощностью до 1 МВт, способных длительно работать при токах силой до 5—10 кА. Эти РД должны развивать тягу до 20—30 Н и скорость истечения 20—30 км/с при КПД 30 % и более (в 1975 г. подобный РД испытан в СССР на ИСЗ «Космос-728» — РД электрической мощностью 3 кВт, работающий на калии, развил скорость истечения ~ 30 км/с).
Кроме России и США исследованиями и разработкой ЭРД занимаются также в Великобритании, ФРГ, Франции, Японии, Италии. Основные направления деятельности этих стран: ИД (наиболее успешны разработки Великобритании и Германии, особенно — совместные); СПД и ДАС (Япония, Франция); ЭТД (Франция). В основном эти двигатели предназначены для ИСЗ.